# Fruit Ninja: Puss in Boots
Fruit Ninja: Puss in Boots — компьютерная игра, разработанная Halfbrick Studios. Является спин-оффом Fruit Ninja и кроссовером с мультфильмом «Кот в сапогах». Вышла 20 октября 2011 года на iOS и 28 ноября того же года на Android.

## Игровой процесс
Fruit Ninja: Puss in Boots — игра в жанре action, во многом схожая с оригиналом. Игроки могут проводить пальцем по экрану, чтобы резать различные виды фруктов по мере их появления. Каждый нарезанный фрукт повышает счёт на определённое количество очков; иногда появляются бомбы. Однако различия заключаются в добавлении новых режимов. Во время игры Кот делает замечания и комментирует происходящее; его, как и в мультфильмах, озвучил Антонио Бандерас.

## Релиз
Игра приурочена к выходу мультфильма. Её релиз состоялся 20 октября 2011 года для iOS, а 28 ноября того же года она стала эксклюзивом в Amazon Marketplace для Android.

## Отзывы
| Сводный рейтинг    | Сводный рейтинг |
| Агрегатор          | Оценка          |
| ------------------ | --------------- |
| Metacritic         | 79/100          |
| Иноязычные издания |                 |
| Издание            | Оценка          |
| IGN                | 8,5/10          |
| TouchArcade        | [ 13 ]          |
| Slide to Play      | [ 14 ]          |
| The A.V. Club      | D+              |
| Pocket Gamer       | [ 16 ]          |
| Gamezebo           | [ 17 ]          |
| 4Players           | 76 %            |

На сайте-агрегаторе рецензий Metacritic игра имеет 79 баллов из 100 на основе 12 отзывов.
В TouchArcade написали: «Если бы у вас была только одна игра Fruit Ninja на телефоне, я бы посоветовал вам оставить оригинал». В IGN отметили, что «как и Angry Birds Rio, Fruit Ninja: Puss in Boots намного лучше, чем должна была быть».